# Mille yeux
Mille yeux est le quarante-et-unième tome de la série de bande dessinée Thorgal, écrit par Yann et dessiné par Fred Vignaux. Il est sorti le 10 novembre 2023 aux éditions du Lombard.